# Kana Kobayashi
Kana Kobayashi (小林 香菜 Kobayashi Kana?,  Koshigaya, Prefectura de Saitama, 17 de mayo de 1991) es una Idol, cantante y actriz japonesa. Es conocida por haber sido miembro del grupo femenino AKB48, donde formó parte del Equipo B y más adelante del Equipo K. Su graduación de AKB48 tuvo lugar el 21 de marzo de 2016. Actualmente es representada por la agencia Promage.

## Filmografía

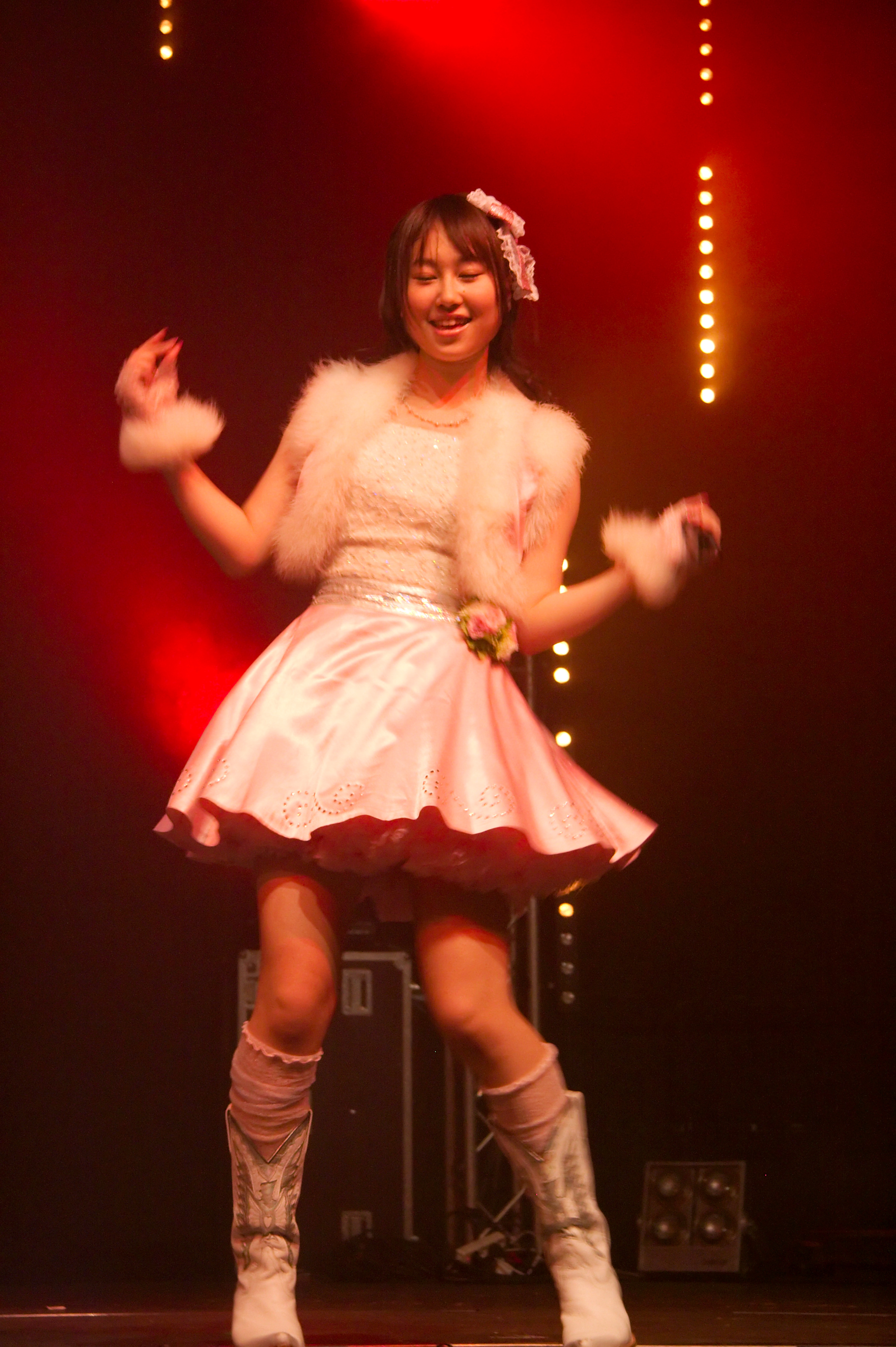
Kobayashi en la Japan Expo de 2009.

### Televisión
| Year | Title                                                        | Role           | Network  | Notes          |
| ---- | ------------------------------------------------------------ | -------------- | -------- | -------------- |
| 2010 | Majisuka Gakuen                                              | Estudiante     | TV Tokyo | Episodio final |
| 2011 | Sakura kara no Tegami: AKB48 sorezore no Sotsugyō Monogatari | Kana Kobayashi | NTV      |                |
| 2011 | Majisuka Gakuen 2                                            | Kana           | TV Tokyo | Episodio final |
| 2013 | So Long!                                                     |                | NTV      | Episodio 2     |

### Películas
| Año  | Título                                   | Papel               | Notas     | Ref.  |
| ---- | ---------------------------------------- | ------------------- | --------- | ----- |
| 2007 | Ashita no Watashi no Tsukurikata         | Compañera de Hinako |           |       |
| 2010 | Re:Play-Girls                            | Mami                |           |       |
| 2011 | Hai! Moshimoshi, Ōtsuka Yakkyoku desu ga | Emi Nagasaku        | Principal |       |
| 2012 | Ultraman Saga                            | Maomi Osumi         |           | [ 7 ] |

### Show de variedades
| Año               | Título                                  | Cadena                  | Notas                                              | Ref.  |
| ----------------- | --------------------------------------- | ----------------------- | -------------------------------------------------- | ----- |
|                   | AKB0-ji 59-fun!                         | NTV                     | Apariciones irregulares                            |       |
| AKBingo!          | NTV                                     | Apariciones irregulares |                                                    |       |
| 2008              | AKB48 Neshin TV                         | Family Gekijo           | Temporadas 1 a 5, 7, y 14 junto a especial de 2009 |       |
|                   | Shūkan AKB                              | TV Tokyo                | Apariciones irregulares                            |       |
| Nekketsu Bo-So TV | CTC                                     |                         |                                                    |       |
| 2011              | Naruhodo! High School                   | NTV                     |                                                    |       |
| 2011              | AKB48 Comte: Bimyo                      | Hikari TV               |                                                    |       |
| 2012              | AKB48 no anta, Dare?                    | NotTV                   | Apariciones irregulares                            |       |
| 2012              | Udo-chan-Kana-chan: Onayami Sōdan Honpo | Tokyo MX                |                                                    | [ 8 ] |
| 2012              | Bimyona Tobira: AKB48 no Gachichare     | Hikari TV               |                                                    |       |
| 2014              | Ariyoshi AKB Kyōwakoku                  | TBS                     | Apariciones irregulares                            |       |
| 2016              | Tokyo Crasso!                           | Tokyo MX                |                                                    | [ 9 ] |

### Otros
| Año  | Título                                        | Cadena                        | Notas                   |
| ---- | --------------------------------------------- | ----------------------------- | ----------------------- |
|      | Suiensaa                                      | NHK-E                         | Apariciones irregulares |
| 2011 | School Live Show                              | NHK-E                         |                         |
| 2013 | Bebop! High Heel                              | ABC                           |                         |
| 2016 | Koshigaya o Energetic ni o Todoke: Negisshu!! | J:Com Channel Saitama Higashi |                         |

## Discografía

### AKB48
| Título                    | Notas                                                           |
| ------------------------- | --------------------------------------------------------------- |
| "Aitakatta"               |                                                                 |
| "Seifuku ga Jama o Suru"  | "Virgin love"; como parte del Equipo K                          |
| "Keibetsu Shiteita Aijō"  |                                                                 |
| "Yūhi o Miteiru ka?"      | "Yūhi o Miteiru ka?" (Himawari 2.0 Mix)                         |
| "Romance, Irane"          | "Romance, Irane" (Himawari 2.0 Mix)                             |
| "Ōgoe Diamond"            | "Ōgoe Diamond" (Team K ver.); como parte del Equipo K           |
| "River"                   | "Hikōkigumo"; como parte de Theater Girls                       |
| "Ponytail to Shushu"      | "Boku no Yell"; como parte de Theater Girls                     |
| "Beginner"                | "Nakeru Basho"; como parte de Diva                              |
| "Chance no Junban"        | "Love Jump"; como parte del Equipo B                            |
| "Sakura no Ki ni Narō"    | "Area K"; como parte de Diva                                    |
| "Everyday, Katyusha"      | "Hito no Chikara"; como parte de Under Girls                    |
| "Kaze wa Fuiteiru"        | "Vamos"; como parte de Under Girls Bara-gumi                    |
| "Ue kara Mariko"          | "Yobisute Fantasy"; como parte del Equipo B                     |
| "Give Me Five!"           | "Yungu ya Furoito no Baai"; como parte de Special Girls C       |
| "Manatsu no Sounds Good!" | "3ttsu no namida"; como parte de Special Girls                  |
| "Gingham Check"           | "DoReMiFa Onchi"; como parte de Next Girls                      |
| "Uza"                     | "Scrap & Build"; como parte del Equipo K                        |
| "Eien Pressure"           | "Watashitachi no Reason"                                        |
| "So Long!"                | "Yūhi Marie"; como parte de Oshima Team K                       |
| "Sayonara Crawl"          | "How come?"; como parte del Equipo K                            |
| "Heart Electric"          | "Sasameyuki Regret"; como parte del Equipo K                    |
| "Mae shika Mukanee"       | "Koi toka..."                                                   |
| "Labrador Retriever"      | "Kyō made no Melody" y "Aishiki Rival"; como parte del Equipo K |
| "Kibōteki Refrain"        | "Hajimete no Drive"; como parte del Equipo K                    |
| "Kuchibiru ni Be My Baby" | "Kin no Hane o Motsu Hito yo"; como parte del Equipo B          |

### Álbumes
| Título                           | Canción                        | Notas                                 |
| -------------------------------- | ------------------------------ | ------------------------------------- |
| Kamikyokutachi                   | "Kimi to Niji to Taiyō to"     |                                       |
| Koko ni Ita Koto                 | "Renai Circus"                 | Como parte del Equipo B               |
| Koko ni Ita Koto                 | "Koko ni Ita Koto"             | As part of AKB48+SKE48+NMB48+HKT48    |
| 1830m                            | "Nōkan"                        | Como parte del Equipo B               |
| 1830m                            | "Aozora yo Sabishikunai ka?"   | Como parte de AKB48+SKE48+NMB48+HKT48 |
| Tsugi no Ashiato                 | "Tsuyo-sa to Yowa-sa no Ma de" |                                       |
| Tsugi no Ashiato                 | "Kyōhan-sha"                   | Como parte del Equipo K               |
| Koko ga Rhodes da, Koko de Tobe! | "Conveyor"                     | Como parte de Yokoyama Team K         |
| 0 to 1 no Aida                   | "Music Junkie"                 | Como parte del Equipo B               |